# Dolina Żabia Mięguszowiecka

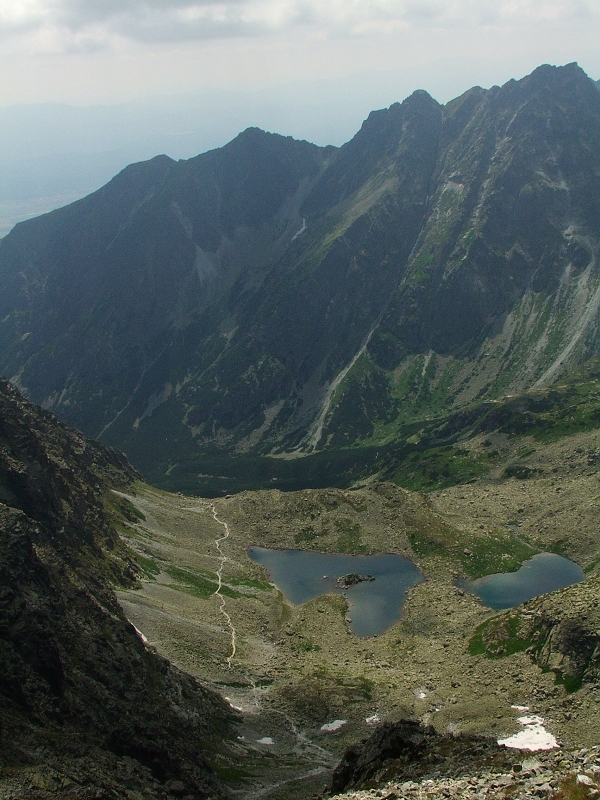
Dolina Żabia Mięguszowiecka

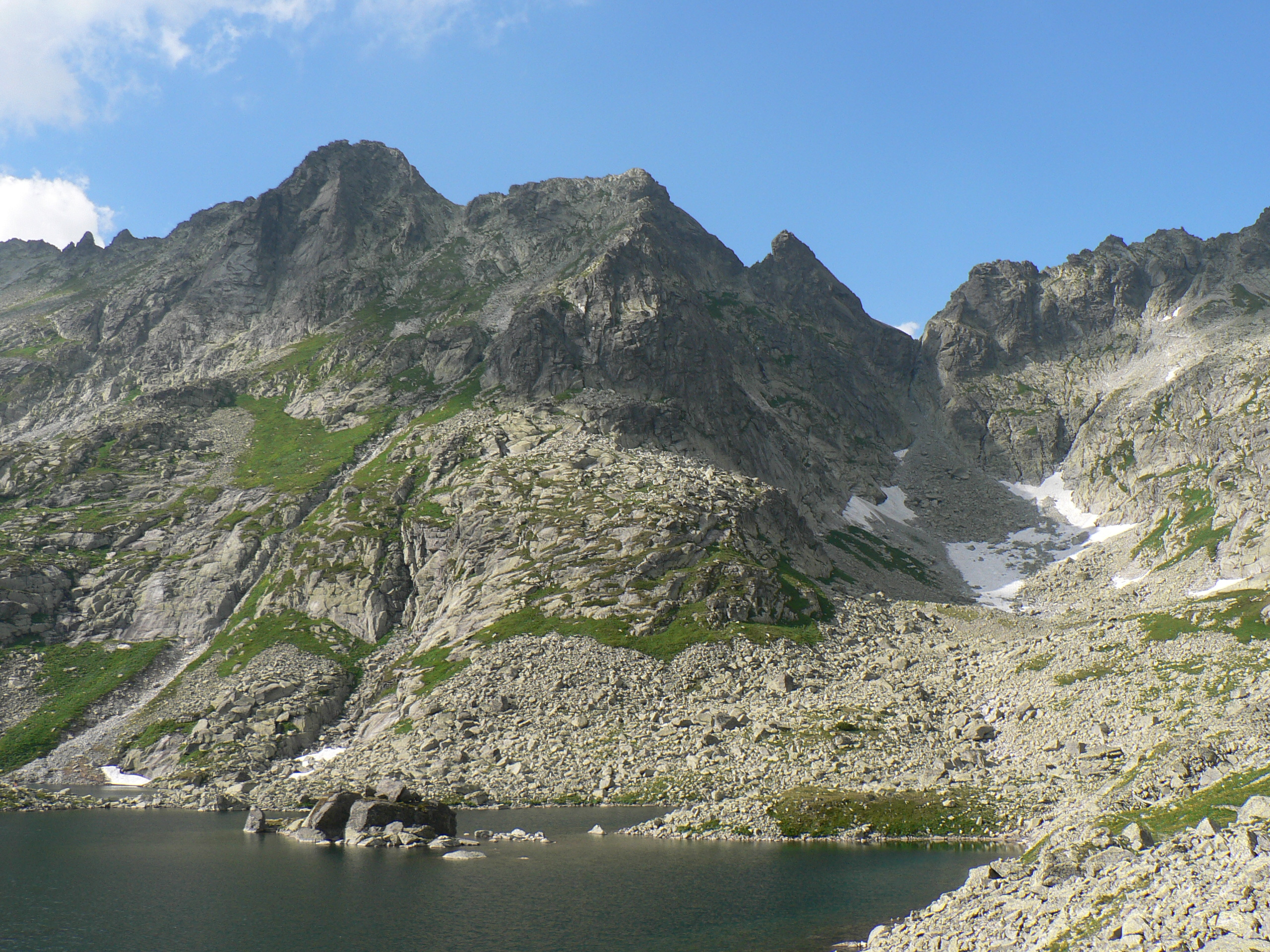
Wielki Żabi Staw Mięguszowiecki, najwyższa Wołowa Turnia, po prawej Żabia Przełęcz. Po prawej stronie widoczna Kotlinka pod Żabim Koniem

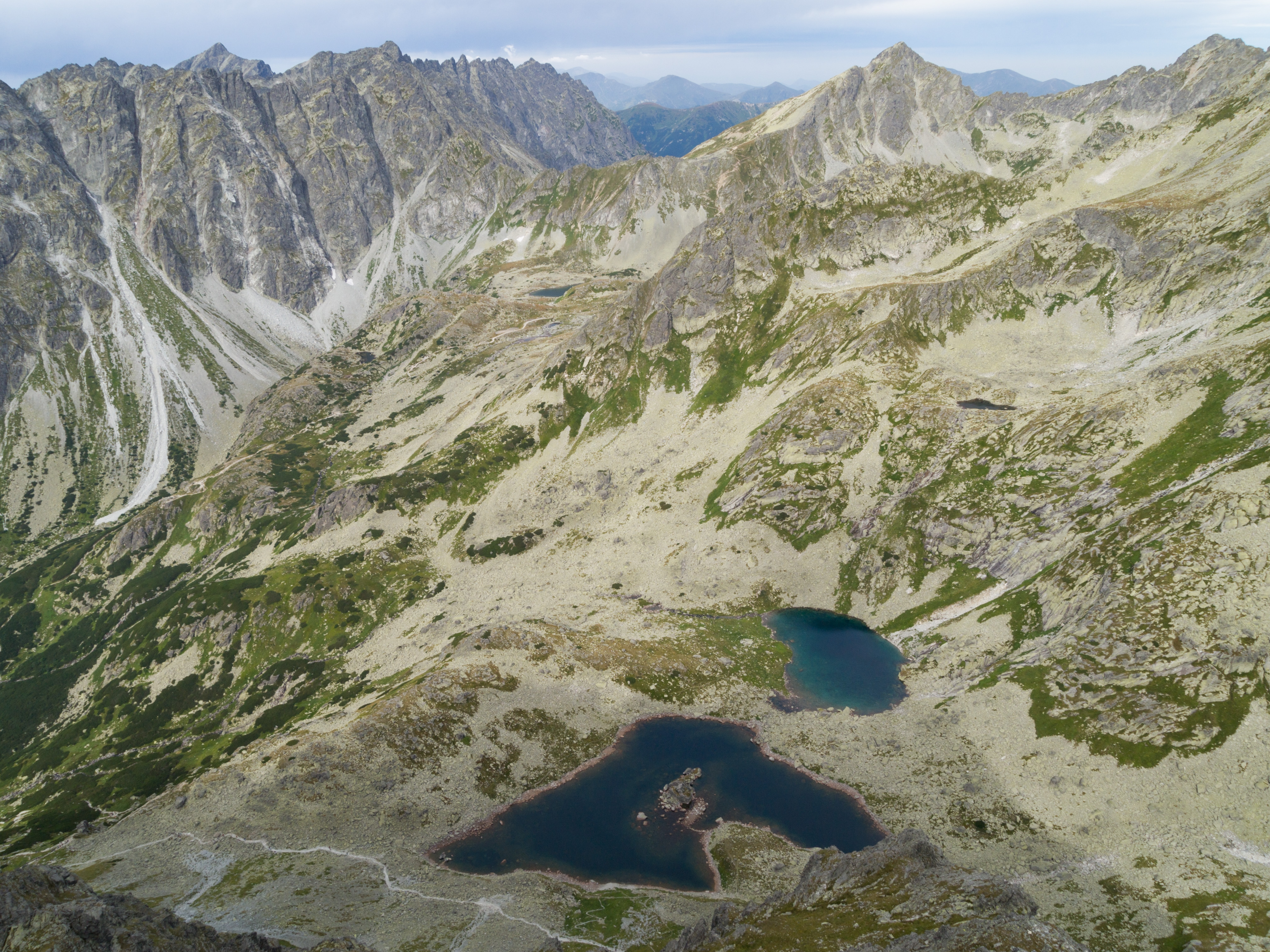
Żabie Stawy Mięguszowieckie z Kopy Popradzkiej

Dolina Żabia Mięguszowiecka, Dolina Żabia (niem. Froschseetal, słow. dolina Žabích plies, węg. Békás-tavak-katlan) – tatrzańska dolina położona na terenie Słowacji, w Tatrach Wysokich, górne piętro Doliny Mięguszowieckiej (Mengusovská dolina).
Dolina Żabia graniczy:
- od południowego wschodu z Dolinką Smoczą (Dračia dolinka), odnogą Doliny Złomisk (Zlomisková dolina), rozdziela je Popradzka Grań (Popradský hrebeň), odchodząca od Ciężkiego Szczytu (Ťažký štít) z kulminacjami w szczytach Wielkiej Kopy Popradzkiej (Veľká kôpka) i Małej Kopy Popradzkiej (Malá kôpka),
- od wschodu z Doliną Ciężką (Ťažká dolina), odnogą Doliny Białej Wody (Bielovodská dolina), rozdziela je odcinek głównej grani Tatr od Ciężkiego Szczytu do Rysów,
- od północy z leżącą po stronie Polski Doliną Rybiego Potoku, rozdziela je główna grań Tatr od Rysów przez Wołowy Grzbiet (Volí chrbát) do kończącego go Hińczowego Zwornika w masywie Hińczowej Turni (Hincova veža),
- od zachodu z Doliną Hińczową (Hincova dolina), rozdziela je boczna grań odchodząca od Hińczowego Zwornika z kulminacją w Wołowcu Mięguszowieckim (Mengusovský Volovec)[3].

Odnogami Doliny Żabiej są od zachodu na wschód:
- Wołowa Kotlinka (Volia kotlinka), pomiędzy Wołową Turnią (Volia veža), Hińczową Turnią i Wołowcem Mięguszowieckim,
- Kotlinka pod Żabim Koniem (Kotlinka pod Žabím Koňom), podchodząca pod Rysy, Żabią Przełęcz (Žabie sedlo), Żabiego Konia (Žabí Kôň) i Żabią Turnię Mięguszowiecką (Žabia veža),
- Kotlinka pod Wagą (dolinka pod Váhou), wschodnie, górne piętro doliny, oddzielone od niej wysokim progiem[4].

W Dolinie Żabiej znajdują się trzy Żabie Stawy Mięguszowieckie:
- Wielki Żabi Staw Mięguszowiecki (Veľké Žabie pleso Mengusovské),
- Mały Żabi Staw Mięguszowiecki (Malé Žabie pleso Mengusovské), z którego wypływa Żabi Potok Mięguszowiecki (Žabí potok), dopływ Hińczowego Potoku (Hincov potok),
- Wyżni Żabi Staw Mięguszowiecki (Vyšné Žabie pleso Mengusovské)[3].

Przez Dolinę Żabią poprowadzony jest znakowany szlak turystyczny na Rysy. Jego trasa prowadzi obok Wielkiego Żabiego Stawu, przez Kotlinkę pod Wagą, w której znajduje się położone najwyżej w Tatrach niewielkie schronisko pod Rysami (chata pod Rysmi), nieczynne po sezonowym zamknięciu szlaku. Schronisko oddano do użytku w 1933 r. Wielokrotnie było naprawiane i odbudowywane po zniszczeniach spowodowanych lawinami (m.in. w 2000 r.).

## Szlaki turystyczne
– czerwony szlak, odgałęziający się od niebieskiego w Dolinie Mięguszowieckiej i biegnący Doliną Żabią Mięguszowiecką przez Wagę na Rysy. Szlak otwarty jest w okresie od 16 czerwca do 31 października. Czas przejścia od rozdroża na szczyt: 2:45 h, ↓ 2 h.